# Síndrome de Marden-Walker
El Síndrome de Marden-Walker es un trastorno hereditario infrecuente el cual se caracteriza por dismorfismos craniofaciales, artrogriposis, anomalías digitales y del paladar, y cifoescoliosis.

## Signos y síntomas
Los síntomas usualmente comienzan entre la etapa de recién nacido y la infancia, y estos incluyen retrasos del desarrollo, artrogriposis multiplex acompañada de bajo rango de movimiento de las articulaciones, cara de máscara, blefarofimosis, orejas posicionadas bajas, paladar hendido o alto, cara asimétrica, hipotonía, cuello corto, micrognatia. Se pueden observar otros síntomas tales como el pectus excavatum o pectus carinatum, la aracnodactilia, la camptodactilia, y dificultades de la función motora de las muñecas, codos, y hombros. Síntomas menos comunes pero no infrecuentes incluyen la talipes equinovarus, hipoplasia muscular de las extremidades, reflejos tendinosos profundos ausentes, hipospadias, y hernia inguinal. Los síntomas menos comunes son alteraciónes estructurales del cerebro, riñón, y del sistema cardiovascular junto con discapacidad intelectual.

## Complicaciones
En algunas ocasiones, los bebés con esta condición sufren de muerte prematura (usualmente infancia temprana) debido a complicaciónes tales como paro cardíaco, una infección fuerte, etc.

## Tratamiento
El tratamiento esta enfocado en los síntomas mismos.

## Causas
Aunque el gen exacto no es conocido en la mayoría  de los pacientes, se sabe que la condición tiene un origen genético, se cree que es heredada siguiendo un patrón de herencia autosómico recesivo.
Se ha encontrado la causa molecular en algunos pacientes, estas incluyen una deleción de material en el cromosoma 21 y una mutación missense en el gen PIEZO2, esta última mutación se parece a una mutación diferente en el mismo nucleótido del gen la cual ha sido descrita en individuos que padecen del Síndrome de Gordon.

## Diagnóstico
El diagnóstico consiste principalmente en el examen de síntomas del paciente, resonancia magnética nuclear cerebral, ecocardiografías, y radiografías.

## Prevalencia
Según OMIM, se han reportado alrededor de 29 casos en la literatura médica.

## Historia
Fue descubierto por primera vez en 1966 por Marden y Walker cuando describieron a una infante del sexo femenino la cual presentaba los síntomas ya mencionados incluyendo la cara inmóvil de máscara. El mismo bebé murió cuando tenía 3 meses de edad.
En 2013, Carrascosa-Romero et al. describió a una niña con Síndrome de Marden-Walker, dicha niña presentaba microcefalia, retrasos del desarrollo fetal, artrogriposis, cara de máscara, blefarofimosis, riñón displastico multicistico, dificultades cognitivas y disgenesis cerebral. Una "matriz de hibridación genómica comparativa" reveló que la niña tenía una deleción de material en 21q22.11 (la región q22.11 del cromosoma 21) la cual era de 2.84 Mb.
En 2014, McMillin et al. describió a 2 personas con el síndrome, pruebas genéticas hechas en una de las 2 reveló una mutación missense en el gen PIEZO2.